# フェリッド・ブーゲディール
フェリッド・ブーゲディール（Férid Boughedir、1944年 - ） はチュニジアの映画監督、脚本家。

## 略歴
1983年に映画監督としてデビュー。
カンヌ国際映画祭やベルリン国際映画祭の審査員も務めた。

## 主な作品
- Caméra d'Afrique (1983)
- Caméra arabe (1987)
- チュニジアの少年 Asfour Stah (1990)
- ラグレットの夏  Un été à La Goulette (1996)
- Villa Jasmin (2008)